# Tel Aviv Museum of Art

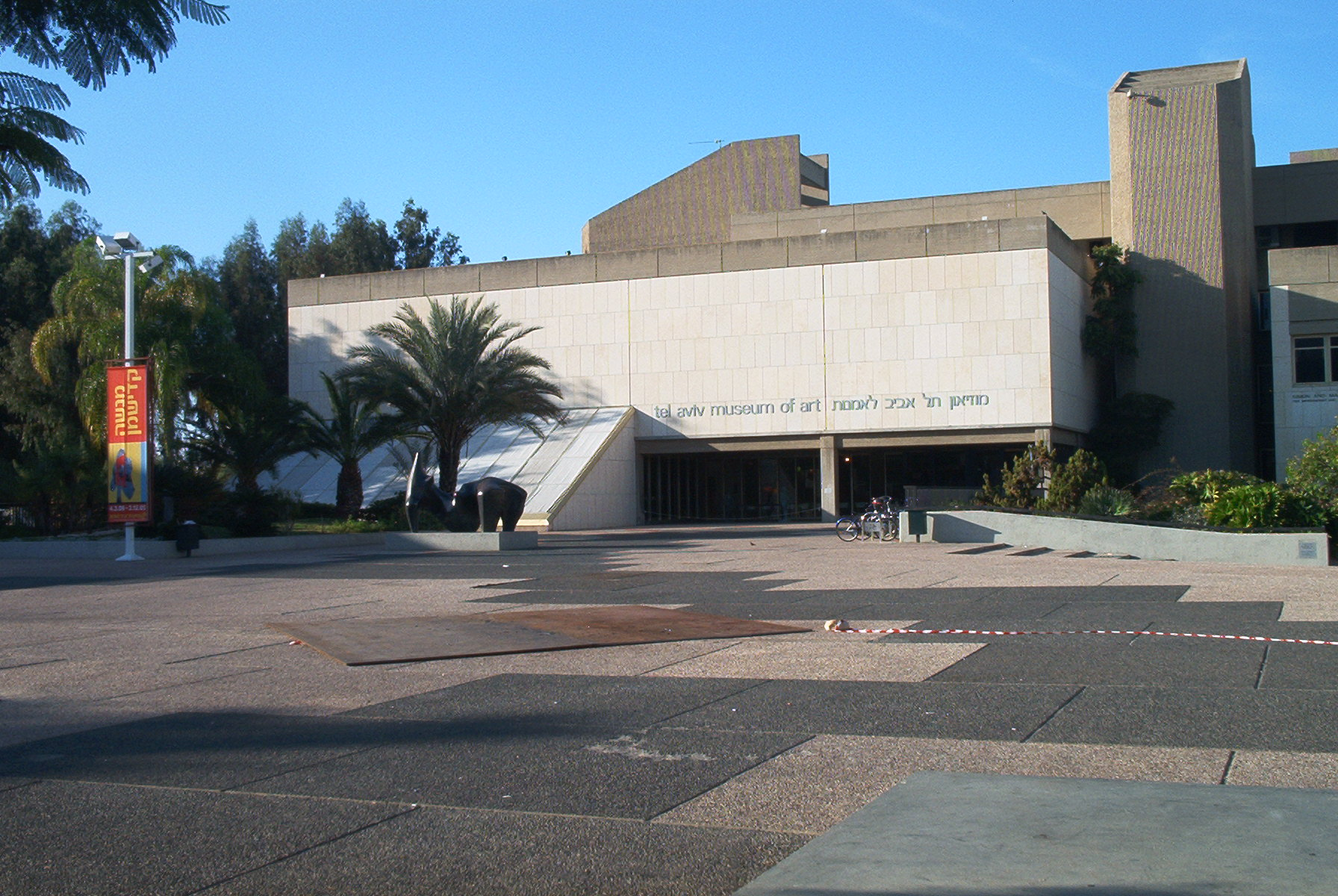
Tel Aviv Museum of Art

Het Tel Aviv Museum of Art is gesticht in wat nu de Independence Hall is in 1932 en is thans gevestigd in de locatie aan de King Saul Avenue in Tel Aviv in 1971.

## Museumcollectie
Het museum huisvest een zeer uitgebreide collectie internationale klassiek-moderne en hedendaagse kunst en biedt onderdak aan de grootste collectie Israëlische kunst ter wereld.
De Israeli Art Collection van het museum geeft ten slotte een beeld van de kunstgeschiedenis ten tijde van zowel het Britse mandaatgebied Palestina als de Staat Israël.
In het museum worden werken tentoongesteld uit de belangrijkste stromingen van de eerste helft van de twintigste eeuw, te weten: fauvisme, Duits expressionisme, kubisme, futurisme, Russisch constructivisme, De Stijl, surrealisme (onder anderen Joan Miró) en Franse kunst van het impressionisme en postimpressionisme en de École de Paris met werken van onder anderen Chaïm Soutine.
Tot de tentoongestelde kunstenaars behoren Claude Monet, Camille Pissarro, Pierre-Auguste Renoir, Paul Cezanne, Alfred Sisley, Henri-Edmond Cross, Pierre Bonnard, Henri Matisse, Amedeo Modigliani, Gustav Klimt, Wassily Kandinsky en Marc Chagall. Ook werken van Pablo Picasso uit zijn Blauwe Periode, zijn Klassieke Periode en zijn latere werk, behoren tot de vaste collectie.
De Peggy Guggenheim-collectie van het museum, een schenking uit het jaar 1950, omvat 36 werken van onder andere Jackson Pollock, William Baziotes, Richard Pousette-Dart, Yves Tanguy, Roberto Matta en André Masson.

## Fotogalerij

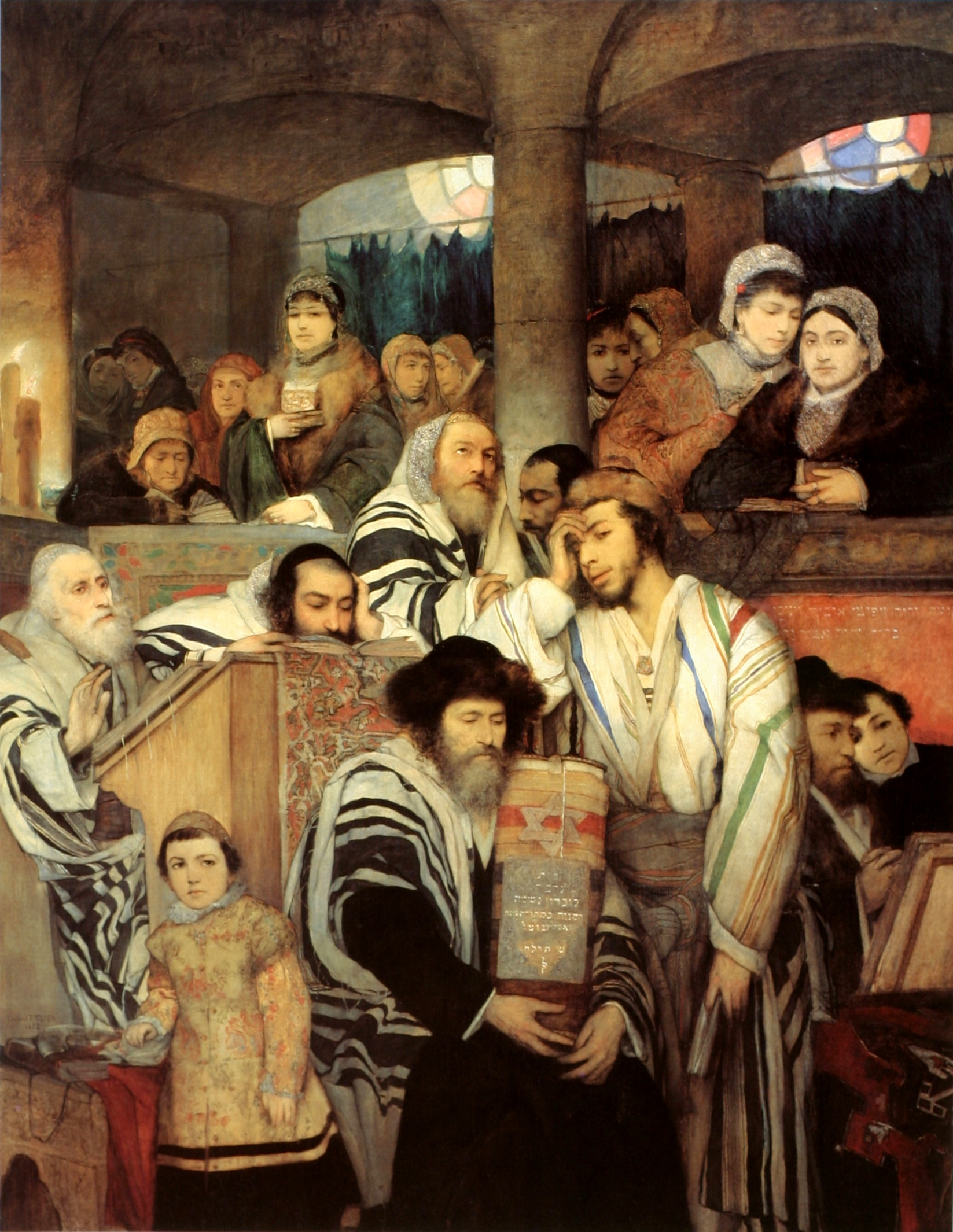
Moshe Gottlieb: Jews Praying in the Synagogue on Yom Kippur
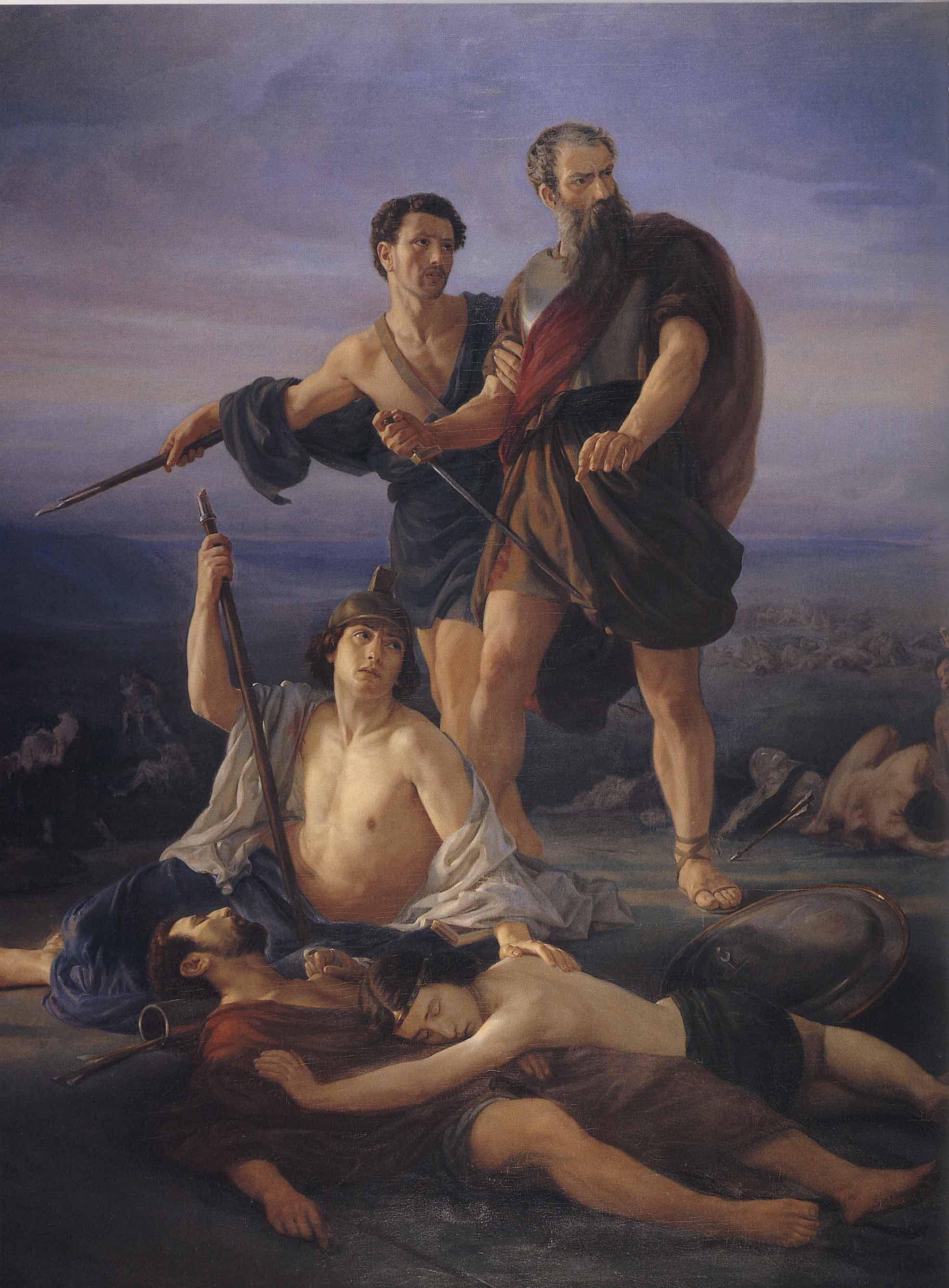
Elie Marcuse: Death of King Saul
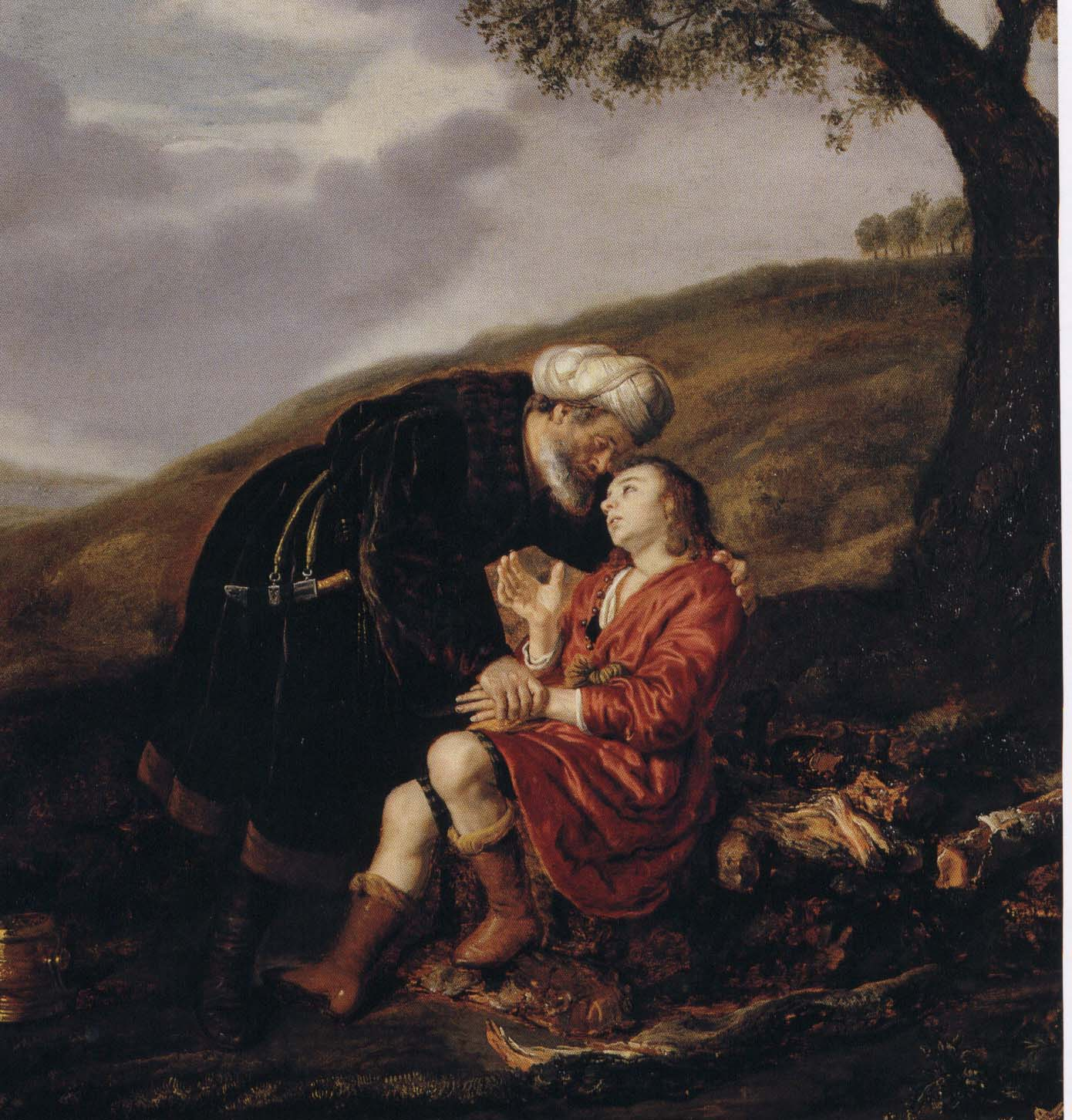
Jan Victors: Sacrifice of Isaac
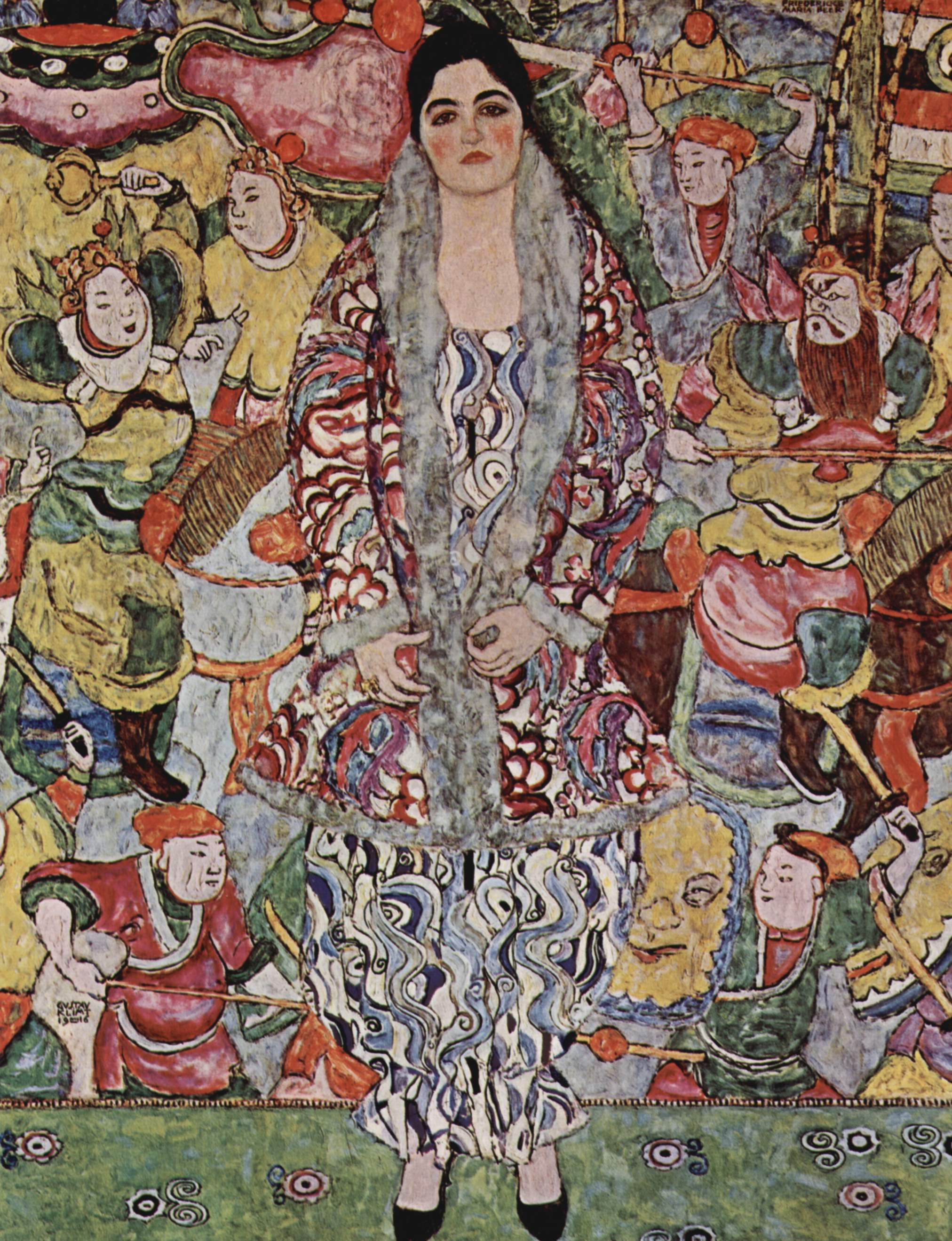
Gustav Klimt: Friederike Maria Beer